# Peripatopsis moseleyi
Peripatopsis moseleyi är en klomaskart som först beskrevs av James Wood-Mason 1879.  Peripatopsis moseleyi ingår i släktet Peripatopsis och familjen Peripatopsidae. Inga underarter finns listade i Catalogue of Life.